# Voọc mặt tía miền Tây
Vọc mặt tía miền Tây hay còn gọi là khỉ lá mặt tía miền Tây (Danh pháp khoa học: Semnopithecus vetulus nestor) hay còn gọi là vọc mặt tía đất thấp là một phân loài của loài voọc mặt tía (Trachypithecus vetulus), chúng là phân loài đặc hữu của Sri Lanka. Chúng sống trong các khu vực ẩm ướt ở miền Tây Sri Lanka quanh thủ đô Colombo (cũ). Chúng là một phân loài được xếp vào nhóm loài cực kỳ nguy cấp vì mất môi trường sống, đặc biệt là việc thiếu vắng đi những khu rừng lá làm xáo trộn về sinh học đối với chúng, vốn là một phân loài chuyên biệt để ăn lá cây.

## Phân bố
Voọc mặt tía miền Tây được tìm thấy trong các khu rừng khép tán trong núi ở Sri Lanka, được gọi là "vùng ẩm ướt". Chỉ có 19% đất của Sri Lanka bao gồm diện tích rừng, môi trường sống này đã giảm từ 80% năm 1980 lên gần 25% vào năm 2001. Hiện nay, phạm vi này đã giảm xuống còn dưới 3%. Phạm vi bao gồm các khu vực rừng nhiệt đới vùng thấp đông dân cư nhất của Sri Lanka. Nạn phá rừng đã dẫn đến việc số lượng voọc dao động. Chúng thường được tìm thấy trong các nhóm nhỏ và phân tán rộng rãi. Chín mươi phần trăm của đàn voọc, hiện nay bao gồm các quần thể là cực thấp. Các mối đe dọa đối với phân loài này bao gồm vi phạm về phạm vi của vùng đất canh tác, chăn thả, chuyển đổi nông nghiệp, sản xuất đường, xói mòn và phá rừng, bị ngộ độc thực phẩm từ phòng chống đánh phá mùa màng, săn bắn cho làm thuốc và thịt rừng.

## Đặc điểm
Các phân loài này thường có màu xám pha nâu với những sợi râu nhẹ, một bản vá mông màu xám, và cánh tay đen và chân. Chiều dài dài điển hình của phân loài này là từ 48 đến 67 cm (19-26), trừ đuôi ra, với chiều dài khoảng 59–85 cm (23–33 in) của cái đuôi. Trung bình, con đực nặng khoảng 8,5 kg (19 lb) và con cái thì cân nặng khoảng 7,8 kg (17 lb). Voọc tím mặt miền Tây là chủ yếu là loài ăn lá (folivorous), nhưng cũng sẽ ăn hoa quả, hoa, và ăn các loại hạt. Trong khi chúng thường tránh nơi ở của con người, những trái cây như Artocarpus heterophyllus, chôm chôm (Nephelium lappaceum), chuối (chuối hột) và xoài (Mangifera indica) có thể chiếm đến 50% chế độ ăn uống của chúng trong khu vực canh tác.
Trong tự nhiên, nguồn thức ăn như các loại trái cây Dimocarpus longan và sepiaria drypetes cũng được chúng thâu lấy. Voọc thuộc phân loài này đã được thích nghi để lấy được phần lớn các chất dinh dưỡng cần thiết và năng lượng từ carbohydrate phức hợp tìm thấy trong lá cây, với sự hỗ trợ của các vi khuẩn trong một cái dạ dày chuyên biệt của chúng. Trong trường hợp chế độ ăn uống của loài hiện đang là loại trái cây trồng phụ thuộc nặng nề, khả năng lấy được đủ dinh dưỡng có thể trở nên bị suy giảm và có sẵn theo mùa trái cây có thể phục vụ để tăng hiệu ứng này. 

## Giao tiếp

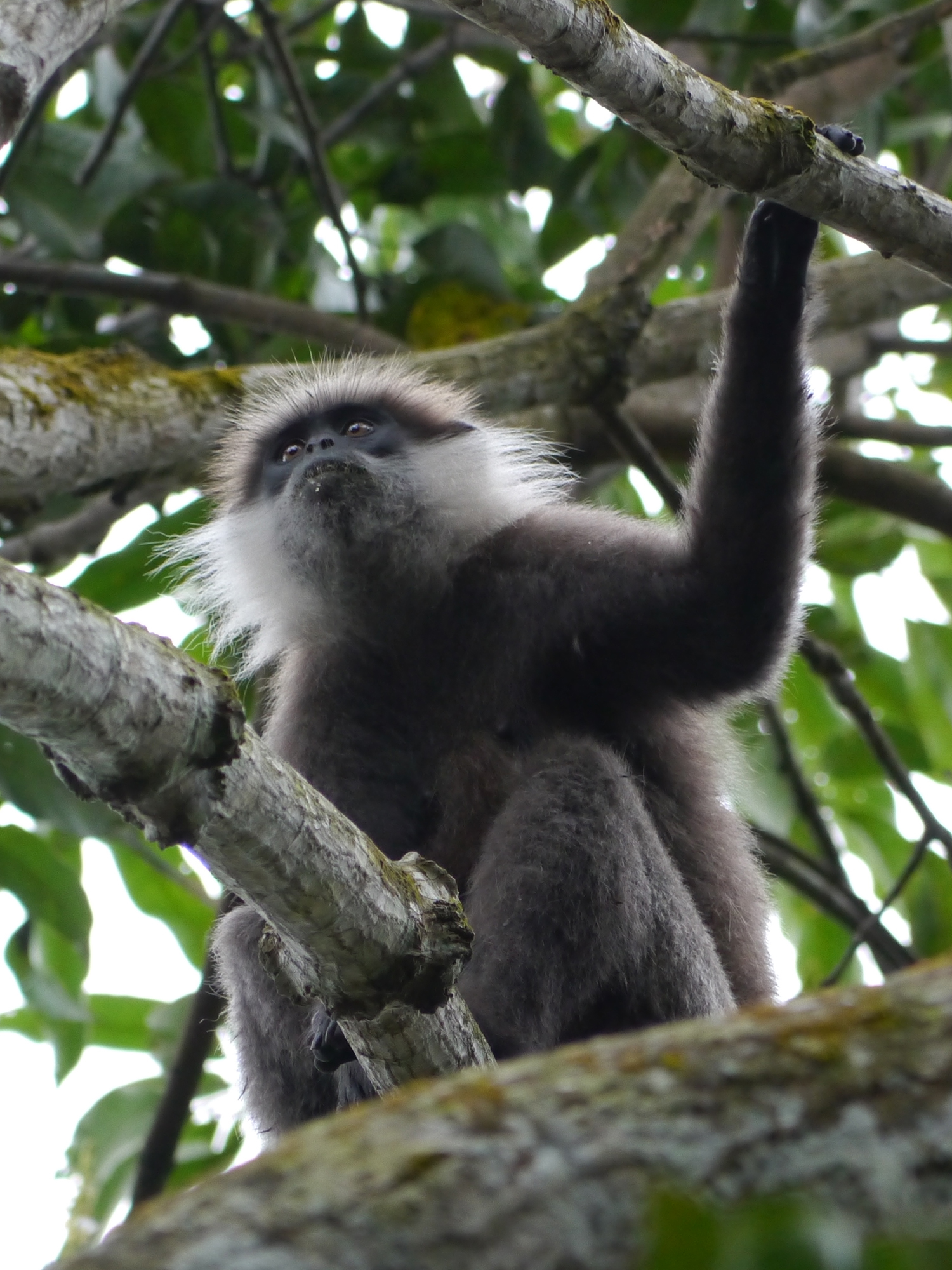
Một con voọc mặt tía miền Tây

Những tiếng kêu lớn là điển hình của các loài vọc mặt tía trong đó có cả vọc mặc tía miền Tây, những cuộc gọi lớn thường được sử dụng để phân biệt giữa các cá thể, những tiếng kêu lớn này có thể chia ra làm ba cường độ gồm những tiếng kêu khắt và chói tai, những tiếng kêu mạnh và những tiếng kêu yếu hơn. Cá thể có thể được phân biệt bởi số lượng các âm phát ra từ trong một cuộc hú hót này. Các cuộc gọi xảy ra thường xuyên hơn trong các buổi sáng chủ yếu là kích thích bởi các nhóm lân cận và những trận chiến lãnh thổ động vật. Nhiều cuộc gọi xảy ra trong thời kỳ nắng hơn. Những cuộc hú tối thiểu của các cuộc gọi xảy ra vào buổi tối.
Các tiếng sủa lớn có thể bị nhầm lẫn với tiếng gầm của một động vật ăn thịt như một con báo. Những tiếng hót hú có thể được sử dụng để cảnh báo các thành viên của những kẻ săn mồi, thu hút bạn tình, bảo vệ lãnh thổ, và xác định vị trí thành viên trong nhóm. Sự hú hót là vô cùng quan trọng đối với việc sử dụng trong việc bảo tồn đặc biệt là bởi vì chúng rất khó để quan sát trực tiếp. Những con đực trưởng thành có tiếng nói lớn nhất trong toàn bộ nhóm. Các âm thanh cũng rất hữu ích trong việc xác định xác định phân loại.

## Tình trạng

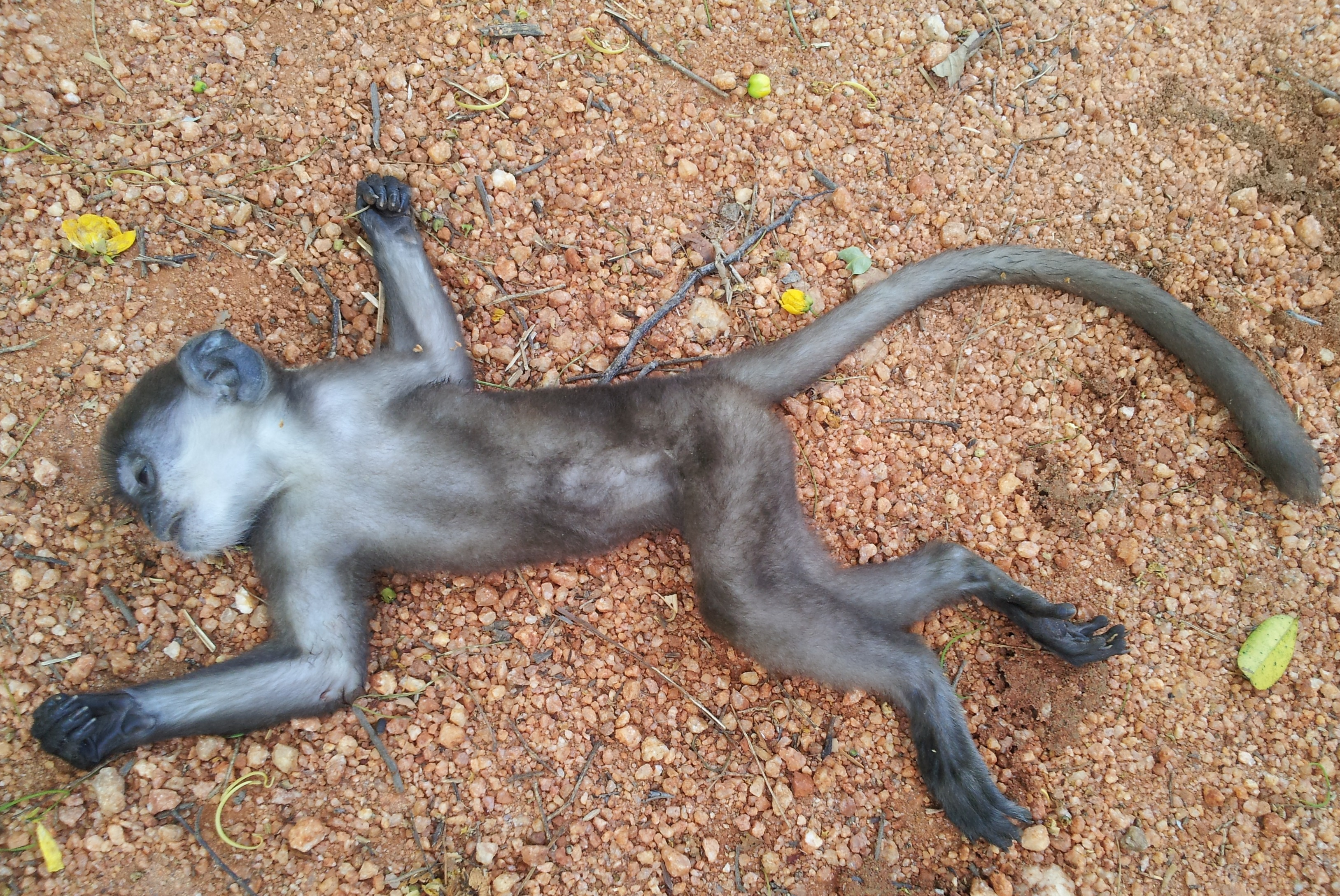
Một con voọc mặt tía bị đại bàng tấn công

Kể từ năm 2004, nó đã được coi là cực kỳ nguy cấp của Liên minh Quốc tế Bảo tồn Thiên nhiên (IUCN) do một sự suy giảm 80% trong số lượng trong 36 năm trước đó, và thực tế là tỷ lệ giảm mạnh về số lượng dự kiến sẽ tiếp tục không suy giảm. Trước năm 2004 nó đã được liệt kê như là "loài bị đe dọa", nhưng không phải là "loài cực kỳ nguy cấp". Năm 2010, voọc mặt tía miền tây đã được đưa vào danh sách các loài có nguy cơ tuyệt chủng loài linh trưởng trên thế giới, được công bố bởi các IUCN và các tổ chức khác.
Lý do gây nguy hiểm nghiêm trọng của phân loài này phần lớn do nạn phá rừng. Các nghiên cứu đã ước tính rằng 81% đến hơn 90% trong phạm vi trước đây của các phân loài đã bị tàn phá. Nạn phá rừng làm hại những con khỉ theo một số cách. Các con voọc mặt tía miền Tây là loài trong tự nhiên sẽ ăn lá (folivorous), và đặc điểm sinh học của nó là chuyên biệt cho một chế độ ăn uống bao gồm chủ yếu của lá. Với lá ít có sẵn, chế độ ăn uống của con khỉ bao gồm chủ yếu là trái cây trồng lấy từ khu vườn của người dân.
Điều này có một số tác động bất lợi đối với những con vọc này vì nó có thể không có khả năng trích xuất đầy đủ dinh dưỡng từ trái cây mà nó không phải là sinh học thích nghi để sử dụng như một nguồn thực phẩm chính và thực phẩm là chỉ có sẵn theo mùa, để lại không đủ dinh dưỡng bên ngoài của mùa đậu quả. Kể từ khi những con vọc miền Tây này là tự nhiên sống trên cây, thì phá rừng cũng ảnh hưởng đến hoạt động của chúng một cách bức bách bên cạnh việc ăn uống.
Với rừng ít có sẵn, những con khỉ dành nhiều thời gian hơn là tự nhiên để di chuyển trên mặt đất, khiến chúng có nguy hiểm từ những con chó hoang và ô tô và chúng cũng leo lên đường dây điện, khiến chúng có nguy cơ cao bị điện giật. Ngoài ra, khi những con khỉ đi trên mặt đất, chúng dễ dàng hơn để túm bắt cho việc buôn bán vật nuôi. Săn bắn cũng là một mối quan tâm. Hy vọng cho các phân loài vẫn tiếp tục tồn tại xuất phát từ thực tế là các khu rừng lớn nhất mà mình đang sinh sống là các hồ chứa nước xung quanh quan trọng và do đó ít có khả năng bị khai thác cho mục đích khác. Ngoài ra Cục Lâm nghiệp Sri Lanka đang tiến hành một dự án để thúc đẩy bảo tồn rừng.